# Takin' It Back
Takin' It Back es el quinto álbum de estudio de la cantante y compositora estadounidense Meghan Trainor. Fue publicado el 21 de octubre de 2022 por Epic Records. Trainor trabajó con productores como Federico Vindver, Gian Stone, Kid Harpoon, y Tyler Johnson, para crear el álbum. Entre los artistas que aparecen en él se encuentran Scott Hoying, Teddy Swims, R. City Theron Theron, Natti Natasha y Arturo Sandoval. Takin' It Back es un álbum de doo-wop y pop, que Trainor concibió como un regreso al sonido de su álbum de estudio debut, Title (2015), después de que Title la canción homónima de dicho álbum se volviera viral en TikTok. Su temática gira en torno a la maternidad y la autoaceptación.
Trainor promocionó Takin' It Back con apariciones públicas y actuaciones televisivas. El álbum fue apoyado por dos sencillos, "Bad for Me", que cuenta con la colaboración de Teddy Swims, y "Made You Look", que se convirtió en el primer sencillo desde 2016 en entrar en el top 40 del Billboard Hot 100, y su primer sencillo en el top 10 en el Reino Unido en siete años. Los críticos consideraron que mostraba eficazmente la madurez y el crecimiento de Trainor a lo largo de su carrera, así como su musicalidad, y consideraron injusto etiquetarlo como una secuela de Title. Takin' It Back debutó en el número 16 de la lista estadounidense Billboard 200, y alcanzó el top 40 en Australia, Canadá, Dinamarca, Países Bajos y Noruega.

## Antecedentes
En marzo de 2018, Meghan Trainor describió el material que estaba escribiendo para su tercer álbum de estudio con un gran sello como su "mejor trabajo hasta la fecha". El bajo rendimiento de sus sencillos precedentes hizo que perdiera la confianza en el proyecto. Su lanzamiento se vio empañado por varios retrasos, ya que Trainor lo reescribió cuatro veces en un intento de "adaptarse a lo que estaba pasando en la industria musical". Treat Myself] fue lanzado con críticas mixtas en enero de 2020. Lo siguió con el álbum Navideño A Very Trainor Christmas ese mismo año.
Trainor dio a luz a su hijo en febrero de 2021. Su canción de 2014 "Title" alcanzó popularidad en el servicio de intercambio de vídeos TikTok a finales de ese año, lo que influyó en la dirección que decidió tomar para su quinto álbum de estudio. En mayo de 2021, Trainor anunció su intención de dar un giro hacia el sonido doo-wop de su álbum de estudio debut Title (2015), en él. Ella declaró: "La gente ha hablado y yo los escucho", y señaló que la maternidad la convirtió en una mujer más fuerte y en una compositora más emocional. Trainor dio más detalles sobre el proceso creativo del álbum: "Todo me vino más rápido. Todas las canciones estaban escritas antes de entrar en la sesión. Y normalmente, vas con una idea y la gente te dice qué bonito, probemos otra cosa. Pero, por alguna razón, en esta ronda dijeron: "Eso es, vamos con ello". Así que todo lo que oyes, puedes saber que empecé sola [...] Y creo que se relacionan con un montón de gente ahí fuera". Y añadió: "¡Soy una madre! Siento que mis composiciones son mucho mejores desde que tuve una cesárea."

## Composición
La edición digital de Takin' It Back incluye 16 temas. En el álbum predomina el sonido doo-wop y pop. Su temática gira en torno al impacto de su embarazo, y "cómo es duro y [ella no es] perfecta todo el tiempo. Y [está] aprendiendo a amar eso". Trainor describió el material como "canciones grandes y poderosas que significan mucho". Afirmó: "Es como Title 2.0. Es mi vieja escuela, es fiel a mí misma en todos los géneros extraños a los que acudo, pero también moderno con mi doo-wop ahí dentro. Las letras son más fuertes que nunca, y sigue siendo una fiesta". El título Takin' It Back se inspiró en el sentimiento positivo que Trainor sintió después de que Mozella le dijera que otros artistas deseaban emular su sonido, la primera vez que lo sintió desde que escribió "Dear Future Husband" (2015).
La canción de apertura, "Sensitive", es una canción con música de 1950s influenciada por el a cappella construida sobre armonías y cuenta con la voz del cantante estadounidense Scott Hoying. "Made You Look" es una canción de doo-wop, que se inspiró en las inseguridades de Trainor sobre su imagen corporal tras su embarazo, y en un ejercicio en el que su terapeuta le pidió que se mirara desnuda durante cinco minutos. El tema que da título a la canción habla de recuperar la música de la vieja escuela con instrumentos más reales. Tiene un estilo digital e incorpora ritmos de R&B moderno. El cuarto tema, "Don't I Make It Look Easy", tiene instrumentación de percusión y elementos de R&B; su letra trata de las obligaciones que Trainor asumió como madre primeriza y de publicar en las redes sociales, lo que pensó que lo haría más cercano. "Shook" habla de su impresionante aspecto y hace referencia a su trasero. "Bad for Me", que cuenta con la voz del cantautor estadounidense Teddy Swims, es una canción pop con influencias gospel y una instrumentación de piano y una guitarra acústica de seis cuerdas. Trata sobre una relación tóxica con un miembro de la familia y el distanciamiento con ellos. La séptima canción, "Superwoman", es una balada en la que Trainor hace hincapié en las distintas identidades y ámbitos por los que se mueven las mujeres, como "fuerte y vulnerable, exitosa pero humilde". Peter Piatkowski, de PopMatters, la describió como "un poema dolorosamente abierto y vulnerable sobre una mujer que intenta serlo todo para todos", que rechazaba la idea de que las mujeres son "jefas de chicas" y reconocía las dificultades a las que se enfrentan. "Rainbow", una canción sobre la salida del armario y la autoaceptación, comienza como una balada lenta de piano y se transforma en una canción doo-wop a mitad de camino.
En la novena canción, "Breezy", que cuenta con la colaboración de Theron Theron, Trainor asegura al oyente que las cosas mejorarán y que no deben "dejar que las gotas de lluvia arruinen [su] día". "Mama Wanna Mambo" cuenta con las colaboraciones de Natti Natasha y Arturo Sandoval, y se inspiró en el sencillo de Perry Como de 1954 "Papa Loves Mambo". Trainor exige lealtad a su pareja y le asegura que su comportamiento excesivamente dramático es "todo por amor" en "Drama Queen". En el duodécimo tema, "While You're Young", pide directamente a las personas que se sienten inadecuadas y se enfrentan a inseguridades que se arriesguen y aprendan a través de la experiencia: "Comete errores, dale un respiro a tu corazón". "Lucky" trata sobre la gratitud que uno siente por tener a otra persona en su vida. "Dance About It" es una canción midtempo disco funk  con influencias de la década de 1970s. El penúltimo tema, "Remind Me", fue la primera canción que Trainor escribió para el álbum en un momento en el que estaba luchando contra la duda sobre sí misma: "Estaba como, estoy perdida. Siento que he perdido mi poder. Ahora mismo no puedo mirarme a mí misma. Estoy luchando más que nunca. Y necesito que mi marido y la gente que me quiere me recuerden que soy increíble porque no me siento increíble"." El álbum se cierra con "Final Breath", una canción downtempo malhumorada y rumiativa en la que Trainor contempla el final de una relación: "Si pudiera, lo volvería a hacer".

## Crítica
Stephen Thomas Erlewine de AllMusic opina que Takin' It Back emplea "afectaciones electrónicas [como] mera parte de la ejecución", con temas "pasados de moda" pero presentados de forma contemporánea en su núcleo. Y añade: "Esto no significa que Takin' It Back sea un disco de pop de vanguardia. La dedicación de Trainor a revivir el espíritu de Title significa que la actitud y la melodía pueden parecer ocasionalmente preservadas en ámbar [...] pero tomado como un todo, separado de tendencias y modas, Takin' It Back muestra su habilidad para los ganchos y las piezas del teatro musical con fría eficiencia. " Martina Inchingolo, de Associated Press, escribió que el álbum presentaba una versión más adulta de ella, mostrando su crecimiento desde el matrimonio y la maternidad; lo describió como una "sesión de terapia", "una experiencia de diversión edificante" y una "fluctuación de géneros y sentimientos", que hace que el oyente se sienta menos solitario a su conclusión. Piatkowski pensó que reflejaba la confianza que Trainor ha ganado al convertirse en una "gran estrella del pop", y consideró inexacto etiquetarlo como un recauchutado de su disco de debut. En su opinión, Takin' It Back no constituía un retorno definitivo a su forma, ya que algunas de sus partes más pegadizas "suenan ligeras y etéreas hasta el punto del algodón de azúcar", pero creía que sus baladas, en las que intentó "escribir algo más sustancial", eran los puntos álgidos del álbum y ponían de relieve su "talento como compositora pop de primera categoría". En su artículo para Riff, Piper Westrom opinaba que el álbum "se ciñe en gran medida a lo que [Trainor] conoce" y no sorprendería a los fans de sus trabajos anteriores, "cumpliendo todos los requisitos para los oyentes y convirtiéndose en un álbum pop sólido".

## Recibimiento comercial
En Estados Unidos, Takin' It Back debutó en el número 16 en el Billboard 200 estadounidense, la entrada más alta de Trainor desde su segundo álbum de estudio, Thank You (2016). El álbum debutó en el número 21 en la Canadian Albums Chart. Alcanzó el número 67 en el Reino Unido y el número 30 en Australia. Takin' It Back alcanzó el número 12 en Noruega, el número 19 en los Países Bajos, el número 37 en Dinamarca, el número 82 en España, el número 98 en Suiza, y el número 99 en Irlanda.

## Lista de Canciones
| Takin' It Back track listing |                                                          |             |          |  |
| N.º                          | Título                                                   | Producer(s) | Duración |  |
| 1.                           | «Sensitive» (con Scott Hoying)                           | M. Trainor  | 2:58     |  |
| 2.                           | «Made You Look»                                          | Vindver     | 2:14     |  |
| 3.                           | «Takin' It Back»                                         | Vindver     | 2:21     |  |
| 4.                           | «Don't I Make It Look Easy»                              | Vindver     | 2:34     |  |
| 5.                           | «Shook»                                                  | Stone       | 2:23     |  |
| 6.                           | «Bad for Me» (con Teddy Swims)                           | Vindver     | 3:33     |  |
| 7.                           | «Superwoman»                                             | M. Trainor  | 2:25     |  |
| 8.                           | «Rainbow»                                                | Geiger      | 3:21     |  |
| 9.                           | «Breezy» (con Theron Theron)                             | Vindver     | 3:04     |  |
| 10.                          | «Mama Wanna Mambo» (con Natti Natasha & Arturo Sandoval) | Vindver     | 2:56     |  |
| 11.                          | «Drama Queen»                                            | Vindver     | 3:08     |  |
| 12.                          | «While You're Young»                                     | Kid Harpoon | 2:30     |  |
| 13.                          | «Lucky»                                                  | Stone       | 3:08     |  |
| 14.                          | «Dance About It»                                         | J. Trainor  | 3:16     |  |
| 15.                          | «Remind Me»                                              | Vindver     | 3:20     |  |
| 16.                          | «Final Breath»                                           | Kid Harpoon | 2:25     |  |
| 45:36                        |                                                          |             |          |  |

| Deluxe edition |                                  |             |          |  |
| N.º            | Título                           | Producer(s) | Duración |  |
| 17.            | «Mother»                         | Stone       | 2:27     |  |
| 18.            | «Special Delivery» (con MAX)     | Vindver     | 3:04     |  |
| 19.            | «Grow Up»                        | Stone       | 2:56     |  |
| 20.            | «Made You Look» (con Kim Petras) | Vindver     | 2:27     |  |
| 56:38          |                                  |             |          |  |

## Creditos y personal

### Músicos
- Meghan Trainor - voz principal, coros (todos los temas); arreglos vocales (1, 6), programación (7, 16), teclados (13), piano (16)
- Scott Hoying]] - coros (1, 6, 8), arreglos vocales (1, 6)
- Federico Vindver - teclados (2, 3, 6, 9, 11, 14), programación (2-4, 6, 9, 11, 13, 14); batería, percusión (2); guitarra (3, 4, 6, 11, 13, 14), bajo (6), piano (6, 8, 11, 14), coros (10)
- Jesse McGinty - saxofón barítono, trombón (2)
- Mike Cordone - trompeta (2)
- Guillermo Vadalá - bajo (3, 4, 9, 11)
- Drew Taubenfeld - guitarra eléctrica (3), guitarra acústica (7), guitarra (11, 13)
- Justin Trainor - coros (3, 5, 6, 10-12), teclados (3), programación (3, 7, 13, 14)
- Tristan Hurd - trompeta (3, 12, 14)
- Kiel Feher - batería (4)
- Andrew Synowiec - guitarra (4)
- Daryl Sabara - coros (5, 6, 10, 11, 13)
- Chris Pepe - coros (5, 13)
- Gian Stone]] - coros (5, 10, 13), programación (5, 9, 13), bajo (8, 13); guitarra, teclados (13)
- Ryan Trainor - voz de fondo (5, 10, 14)
- Sean Douglas (compositor)|Sean Douglas]] - coros (5, 10, 11, 13), teclados (13)
- Ivan Jackson - trompeta (5), trompa (9, 13)
- Teddy Swims]] - voz principal, coros (6)
- Ajay Bhattacharyya - coros (6)
- Isaiah Gage - cuerdas (7)
- Ian Franzino - coros, programación (8)
- Andrew Haas - coros, guitarra, piano, programación (8)
- Teddy Geiger]] - coros, guitarra, piano, programación (8)
- The Regiment - trompa (8)
- Kurt Thum - órgano (8, 9)
- John Arndt - piano (8)
- Theron Theron - voz principal (9)
- Brian Letiecq - guitarra (9)
- Morgan Price - trompa (9, 13)
- Angel Torres - saxofón alto (10)
- Ramón Sánchez - arreglos (10)
- Natti Natasha - voz principal, coros (10)
- Sammy Vélez - saxofón barítono (10)
- Pedro Pérez - bajo (10)
- Pedro "Pete" Perignon - bongos (10)
- William "Kachiro" Thompson - congas (10)
- Josué Urbiba - saxo tenor (10)
- Jean Carlos Camuñas - timbales (10)
- Lester Pérez - trombón (10)
- Anthony Rosado - trombón (10)
- Jesús Alonso - trompeta (10)
- Arturo Sandoval - trompeta (10)
- Luis Ángel Figueroa - trompeta (10)
- Kid Harpoon - programación (12, 16); guitarra acústica, bajo, guitarra eléctrica, piano, sintetizador (12)
- Aaron Sterling]] - batería (12)
- Tyler Johnson - programación (12, 16), teclados (12)
- Cole Kamen-Green - trompeta (12)
- Greg Wieczorek]] - batería (12)
- Ben Rice (productor)|Ben Rice]] - guitarra, teclados (13)

### Técnicos
- Randy Merrill - masterización
- Meghan Trainor - mezcla (1, 7, 14), ingeniería (1), producción vocal (todas las pistas)
- Justin Trainor - mezcla (1, 7, 14), ingeniería (1-14, 16)
- Jeremie Inhaber - mezcla (2, 3, 5, 6, 10, 11, 13, 14)
- Josh Gudwin - mezclas (4)
- Gian Stone - mezcla (8), ingeniería (5, 8, 9, 13), producción vocal (5, 9, 13)
- Kevin Davis - mezcla (9)
- Spike Stent - mezcla (12)
- Federico Vindver - ingeniería (2-4, 6, 9-11, 14), producción vocal (4, 10, 14)
- Peter Hanaman - ingeniería (4, 14)
- Ian Franzino - ingeniería (8)
- Andrew Haas - ingeniería (8)
- Chad Copelin - ingeniería (8)
- Carlitos Vélasquez - ingeniería (10)
- Jeremy Hatcher - ingeniería (12, 16)
- Brian Rajaratnam - ingeniería (12, 16)
- Scott Hoying - producción vocal (6)
- Heidi Wang - asistencia de ingeniería (4)
- Matt Wolach - asistencia de ingeniería (12, 16)

## Charts
| Chart (2022)                       | Peak position |
| ---------------------------------- | ------------- |
| Australia (ARIA)                   | 30            |
| Canadá (Billboard Canadian Albums) | 21            |
| Dinamarca (Tracklisten)            | 37            |
| Países Bajos (Album Top 100)       | 19            |
| Irlanda (IRMA)                     | 99            |
| Noruega (VG-lista)                 | 12            |
| España (PROMUSICAE)                | 82            |
| Suiza (Schweizer Hitparade)        | 98            |
| Reino Unido (UK Albums Chart)      | 67            |
| Estados Unidos (Billboard 200)     | 16            |

## Historial de lanzamientos
| Región | Fecha                 | Formato(s)                   | Etiqueta | Ref.   |
| ------ | --------------------- | ---------------------------- | -------- | ------ |
| Varios | 21 de octubre de 2022 | - CD - descarga digital - LP | Epic     | [ 32 ] |